# Eik Idrettsforening Tønsberg
L'Eik Idrettsforening Tønsberg è una società calcistica norvegese con sede ad Eik. Milita nella 4. divisjon, quinta serie del campionato norvegese di calcio.

## Storia
Il club è stato fondato con il nome Eik I.F. il 14 marzo 1928. Il nome Tønsberg è stato incluso nel 1989. Prima del 1988, Eik si trovava nel municipio di Sem, ma poi Sem è stato incorporato in Tønsberg.
Il club ha avuto una certa importanza a livello nazionale nella sua storia. Nel campionato 1960, ha raggiunto il secondo posto finale nel gruppo B: ai play-off, ha guadagnato la medaglia di bronzo dopo la vittoria ai danni del Vålerenga. Anche l'anno successivo ha vinto il girone ed è arrivato ad affrontare il Fredrikstad per la medaglia d'oro, venendo però sconfitto. Tra i calciatori più conosciuti della squadra, c'erano Arne Natland e Geir Johansen.
Negli anni novanta, il club è stato un perno dell'Adeccoligaen, seconda serie nazionale. Nel 1997 ha affrontato i play-off per la promozione nella Tippeligaen, ma è stato sconfitto dal Tromsø. Tre anni dopo, è retrocesso dalla seconda serie.
Il 10 ottobre 2001, è stata fondata una nuova squadra: il Fotballklubben Tønsberg. La società è stata supportata da venti club della regione. Questo club ha preso il posto dell'Eik-Tønsberg nel sistema calcistico norvegese dal 2002. L'Eik-Tønsberg è stato così costretto a ripartire dal basso, giocando nella 3. divisjon (quarto livello calcistico del campionato norvegese), una categoria sotto quella del F.K. Tønsberg. La squadra si è classificata al primo posto in questa divisione nel 2003, 2004 e 2005: è stato però sempre sconfitto nei play-off per la promozione. Anche nel 2010 è arrivato in questa fase, ma è stato nuovamente sconfitto.
Nel 2020, l'Eik-Tønsberg ed il Fotballklubben Tønsberg si sono fuse in una nuova società, dal nome Fotballklubben Eik Tønsberg Allianseidrettslag.

## Palmarès

### Competizioni nazionali
- 3. divisjon: 1

2023 (girone 4)

### Altri piazzamenti
- Campionato norvegese:

Secondo posto: 1960-1961
- Coppa di Norvegia:

Semifinalista: 1989
- 1. divisjon:

Terzo posto: 1997
- 2. divisjon:

Terzo posto: 2001 (gruppo 1), 2024 (gruppo 1)
- 4. divisjon:

Terzo posto: 2017